# M/S Immen
M/S Immen var ett fartyg ägt av Ahlmarks rederi i Karlstad. Fartyget sprang läck och förliste i hårt väder den 3 april 1977, 30 sjömil norr om Gotska sandön.

## Fartyget
Fartyget byggdes 1976 av varvet Amels Welgelegen i Makkum, Holland med varvsnummer 351. Det levererades 11 maj 1976 till O.F Ahlmark & Co, Eftr, Karlstad. Systerfartyg är M/S Aspen.

## Förlisningen
Under gång i Östersjön sprang fartyget läck i dåligt väder och tog in vatten. Klockan 01:12 på natten sjönk fartyget. Livbåtarna gick inte att få loss utan besättningen tog sig till flottarna. Samtliga besättningsmän, inklusive styrman Stig Samuelsson, kunde räddas av helikopter och föras till Visby.
Omständigheterna kring förlisningen är oklara. Teorier inkluderar att fartyget ska ha kolliderat med ett "okänt undervattensobjekt", men det mest troliga kan vara att ett konstruktionsfel i närheten av maskinrummet gjorde att det sprang läck i det hårda vädret.

## Vraket
M/S Immen ligger på över 100 meters djup på position 58°49′24″N 19°07′36″Ö.
Det fanns 62 ton tjockolja ombord vilket innebär att Immen länge har klassats som ett av de potentiellt miljöfarligaste vraken längs de svenska kusterna.